# Mwayi Kumwenda
Mwayi Kumwenda (còn gọi là Mwai hoặc Mwawi; sinh ngày 27 tháng 9 năm 1989 tại Mzimba, Malawi) là một cầu thủ bóng lưới Malawi hiện đang chơi cho đội bóng lưới quốc gia Malawi, các Malawi Queens, và Suncorp Super Netball nhượng quyền thương mại, các Melbourne Vixens.

## Sự nghiệp quốc tế
Kumwenda lần đầu tiên được chơi trong bóng rổ quốc tế cao cấp tại World Netball Series 2010. Cô đã chơi trong Giải vô địch thế giới Netball 2011, nơi Ma-rốc hoàn thành thứ sáu. Cô cũng đã chơi trong World Netball Series 2011, trong trận đấu với Australia, Mary Waya đã ghi được 4 điểm liên tiếp trong hiệp cuối để giành được một trận hòa lịch sử.
Cô đã chơi trong Thế giới Bóng rổ Fast5 2012 tại Auckland, nơi cô đã thể hiện một số màn trình diễn xuất sắc, dẫn đến việc cô trở thành một người hâm mộ yêu thích, và đưa cô vào sự cân nhắc của Giải vô địch ANZ. Malawi kết thúc ở vị trí thứ 5, nhưng đã có thể đánh bại huy chương bạc Anh trong giai đoạn vòng tròn.
Kumwenda cũng đã thi đấu cho Malawi tại Đại hội Thể thao Khối thịnh vượng chung 2014 ở Glasgow, trong đó sự cải thiện to lớn của cô từ lối chơi cạnh tranh hơn ở New Zealand đã giúp đội của cô đạt nhiều đỉnh cao. Thất bại trước New Zealand 50-47, họ đã ghi lại kết quả gần nhất từ trước đến nay với đất nước này và một trong những màn trình diễn tốt nhất của họ trong lịch sử bóng lưới. Thêm vào đó, một trận đấu một chiều với St Lucia, Scotland và Bắc Ireland, trong đó cô đã ghi được nhiều bàn thắng thể hiện khả năng tấn công được cải thiện của Malawi. Mặc dù đã thua 31 bàn trước Jamaica 81-50, Mwayi đã cho thấy sự phát triển hơn nữa ở chỗ cô không chỉ ghi được một số lượng lớn bàn thắng mà còn chơi Goal Keeper một thời gian trong hiệp 4, trong đó khả năng không chiến của cô cho phép cô có được một số làm chệch hướng chống lại gã khổng lồ Jhaniele Fowler-Reid. Ma-rốc đánh bại Nam Phi để giành vị trí thứ 5 trong giải đấu.
Cô cũng là đội trưởng của đội Nữ hoàng tại Giải bóng lưới thế giới Fast5 Netball 2016 tại Melbourne, nơi Ma-rốc đứng thứ ba.

## Câu lạc bộ bóng lưới
Kumwenda ban đầu được chú ý tại World Cup Bóng lưới 2009, nơi cô là một trong những game bắn súng sung mãn nhất của Ma-rốc. Cô đã thu hút sự chú ý của huấn luyện viên Max W Wechchope của đội bán đảo Waves và được mời chơi bóng rổ câu lạc bộ ở Victoria, Australia.
Cô cũng thu hút sự chú ý của huấn luyện viên Canterbury Tactix Leigh Gibbs ở New Zealand. Vào tháng 9 năm 2013, Kumwenda đã trở thành người chơi bóng rổ châu Phi đầu tiên ký hợp đồng nhượng quyền thương hiệu ANZ Championship khi cô ký hợp đồng với Tactix cho mùa giải 2014.
Trong mùa giải vô địch ANZ 2014, Kumwenda bùng nổ trên trường quốc tế. Tích lũy nhiều mục tiêu hơn bất kỳ game bắn súng nào khác trong cuộc thi và bắn trên 90% một cách thường xuyên, cô đã giành giải thưởng Tài năng mới xuất sắc nhất của Giải vô địch ANZ, cùng với hàng loạt giải thưởng từ câu lạc bộ của cô, Canterbury Tactix. Cô đã ký hợp đồng với họ một lần nữa cho mùa giải 2015 và 2016 và là một trong những tài sản lớn nhất của họ.
Sau ba năm gắn bó với Tactix, Kumwenda đã ký hợp đồng với Melbourne Vixens để chơi trong giải đấu Suncorp Super Netball mới của Úc. Kumwenda là một cầu thủ tấn công gây thiệt hại tại Vixens, mặc dù vào cuối mùa giải 2018, cô bị chấn thương đầu gối nghiêm trọng, khiến cô bỏ lỡ những gì được dự đoán là gần một năm của bóng rổ.

## Giải thưởng
- Cầu thủ xuất sắc nhất giải đấu - World Cup Bóng lưới 2015